# Sheldon (Devon)
Sheldon – wieś i civil parish w Anglii, w Devon, w dystrykcie East Devon. W 2011 civil parish liczyła 189 mieszkańców. Sheldon jest wspomniane w Domesday Book (1086) jako Sildene/Sildenna.